# Last of the Living
Last of the Living ist ein neuseeländischer Low-Budget-Horrorfilm mit Elementen der Komödie und des Splatterfilms von Logan McMillian aus dem Jahr 2008. Die postapokalyptische Inszenierung ist McMillians erster abendfüllender Spielfilm und basiert auf einer von ihm und Hauptdarsteller Ashleigh Southam verfassten Geschichte. Für diesen Film war McMillian des Weiteren auch für das Drehbuch, den Schnitt sowie für die Produktion verantwortlich.
Der deutsche Veröffentlichungstermin war der 18. Juni 2009, obgleich der Film bereits seit dem 20. Mai 2009 als Leihversion erhältlich war.

## Handlung
In einem düsteren Zukunftsszenario rafft ein unbekannter, todbringender Virus große Bevölkerungsteile dahin. Die Infizierten kehren als Wiedergänger zurück – als sogenannte Zombies – und übertragen die Seuche durch Bisse auf die Lebenden, die dann ihrerseits mutieren und die Menschen bejagen.
Die drei Freunde Morgan, Ash und Johnny führen ein komfortables Leben und wähnen sich vollkommen allein auf der Welt. Ihren tristen Alltag bereichern sie durch Trinkgelage und gelegentliche Wohnungswechsel wie auch durch kleine Ausflüge in die menschenleeren Einkaufszentren. Dabei stoßen sie bisweilen auf kleine Gruppen von Untoten, die vorwiegend den Narzissten Morgan und den Musiker Johnny bekämpfen. Ash ist hingegen ein eher zurückhaltender Buchhalter.
Eines Tages treffen sie in einer verlassenen Kirche auf die junge Pilotin und Wissenschaftlerin Stef und deren Vater, einen Infizierten, dessen Verwandelung noch bevorsteht. Der Todgeweihte überreicht seiner Tochter ein Fläschchen mit einer Blutprobe, welches die Menschheit retten könnte, wenn es gelänge, die Probe einem Wissenschaftlerteam auf einer vorgelagerten Insel zu übergeben. Kurz darauf wird das Gotteshaus von Kreaturen überrannt. Die drei Freunde und die Forscherin entkommen jedoch den Ungetümen.
Auf der Weiterfahrt überredet die tollkühne Schönheit das Trio, ihr bei Vorbereitungen zur Gewinnung eines Heilmittels zu helfen. Bei einem Zwischenstopp wird Johnny angefallen, infiziert und getötet. Stef wird ebenfalls gebissen, dessen ungeachtet fliegt sie Morgan und Ash später nach Stewart Island. Noch in der Luft wird die zwischenzeitlich zum Zombie mutierte Pilotin „entsorgt“. Nach der Bruchlandung überschlagen sich alsbald die Ereignisse. Das Forschungszentrum ist von den Untoten überwältigt, die Wissenschaftler getötet. Ein ähnliches Schicksal widerfährt dem arroganten Morgan auf der besagten Insel. Er degeneriert zum lebenden Toten.
In einem offenen Ende flüchtet Ash als einziger Überlebender von dem Eiland. Er erreicht schließlich mit einem kleinen Ruderboot das offene Meer, als ihn plötzlich der mutierte Morgan attackiert. Bei den Kampfhandlungen, aus denen Ash siegreich hervorgeht, verliert Ash die wichtige Blutprobe im Ozean.